# Зносичі
Зно́сичі — село в Україні, у Немовицькій сільській громаді Сарненського району Рівненської області. Населення становить 2256 осіб. Село розташоване на відстані 22 км від міста Сарни.

## Історія
Зносичі було засноване близько 1810 року. За переказами, перше поселення знаходилося біля річки Случ. Потім, під час повені, воно було змите і люди перенесли або знесли його — звідти і пішла назва «Зносичі». Старожили села також розповідають, що насправді воно було біля озера Чорне або, іще кажуть Зидернє. На березі цього озера був панський маєток. Цей пан мав дочку яка кохала простого парубка — сина селянина, і коли пан довідався що його дочка кохає селянина з не панського роду він розлютився і заборонив донці бачитися із своїм обранцем. Та якось одного разу вона вирвалася із маєтку і побігла до озера щоб зустрітися із милим, але його там не було. Тоді вона із горя втопилася, а на згадку про себе лишила на березі стрічку із волосся. Коли її коханий знайшов цю стрічку — йому все стало зрозуміло і він підпалив панський маєток, а сам пішов до озера і теж втопився. Люди почали гасити маєток але було вже пізно, так село згоріло. А люди щоб не будувати на попелі, тому що це була погана прикмета, перенесли село подалі від озера. А вода в озері з того часу стала дуже-дуже чорна. Так і почали називати Чорне озеро, а село Знесеним, а в наш час Зносичі.
Станом на 1859 рік, Зносичі було власницьким селом, тут діяла дерев'яна православна церква.

## Населення
Станом на 1859 рік, у Зносичах налічувалося 58 дворів та 487 жителів (232 чоловіків і 255 жінок), з них 458 православних, 22 римо-католиків, 7 євреїв.
За переписом населення 2001 року в селі мешкало 2 190 осіб.

### Мова
Розподіл населення за рідною мовою за даними перепису 2001 року:
| Мова       | Відсоток |
| ---------- | -------- |
| українська | 99,73 %  |
| російська  | 0,27 %   |

## Відомі люди
Народилися
- Федір Тищук — український військовий льотчик-ас 1-го класу.